# 杜納伊夫卡
46°34′26″N 35°25′9″E / 46.57389°N 35.41917°E
杜納伊夫卡（烏克蘭語：Дунаївка）是位於烏克蘭東南部的村莊，由扎波羅熱州梅利托波爾區的亞歷山德里夫卡市鎮負責管轄。該村始建於1991年，面積1.72平方公里，海拔高度7米，2001年人口624，人口密度每平方公里363.4人。